# Piotr Kuśnierz
Piotr Kuśnierz (ur. 5 lutego 1994) – polski lekkoatleta, sprinter.

## Osiągnięcia
| Rok  | Impreza                     | Miejsce   | Konkurencja        | Pozycja    | Wynik   |
| ---- | --------------------------- | --------- | ------------------ | ---------- | ------- |
| 2012 | Mistrzostwa świata juniorów | Barcelona | sztafeta 4 x 400 m | 2. miejsce | 3:05,05 |

Złoty medalista halowych mistrzostw Polski w sztafecie 4 × 400 metrów (2014).
Medalista mistrzostw Polski w juniorskich kategoriach wiekowych (w tym złoto Ogólnopolskiej Olimpiady Młodzieży w ośmioboju).

## Rekordy życiowe
- Bieg na 400 metrów – 47,35 (2012)
- Ośmiobój – 5414 pkt. (2010)